# Nascer do sol

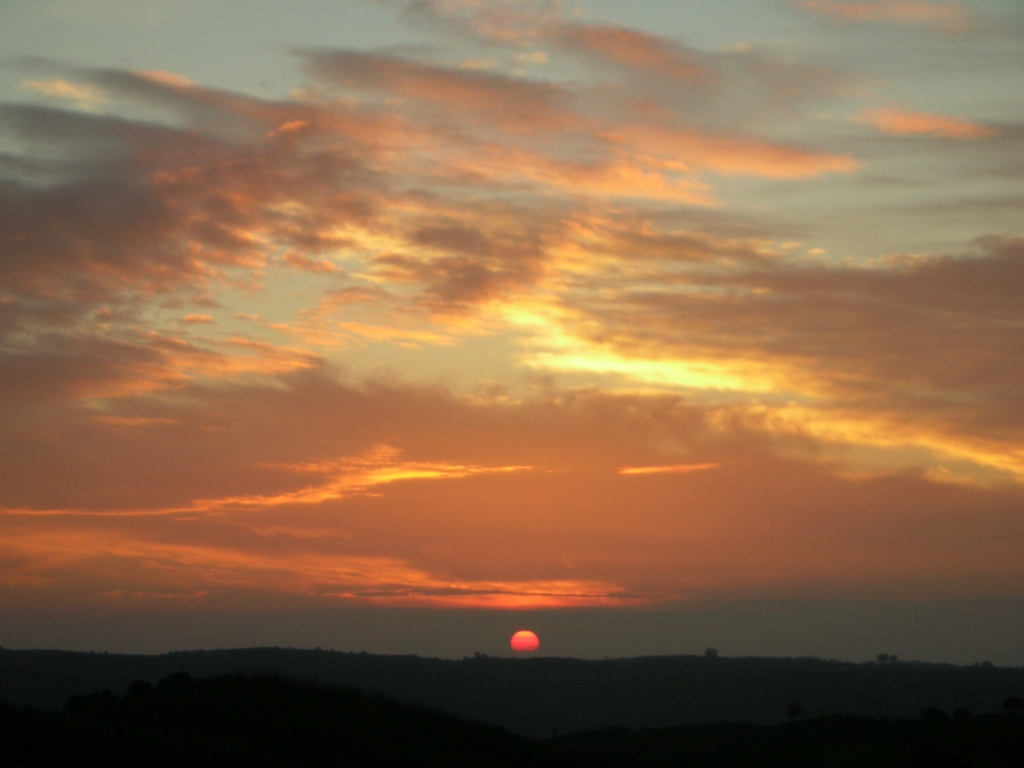
O nascer do Sol

Nascer do Sol, amanhecer, alvorada, aurora, alva ou alba é o momento em que o Sol aparece no horizonte, na direção leste. Este acontecimento verifica-se todos os dias em todas as regiões compreendidas entre os dois círculos polares.

## Mitologia
Na mitologia grega, a deusa do amanhecer é Eos. Sua contraparte romana é Aurora. Hastséyalti, na mitologia navaja, Paiyatuma, na mitologia dos zunis e dos indígenas da Califórnia e Ushas, na mitologia hindu.

## Obras de arte

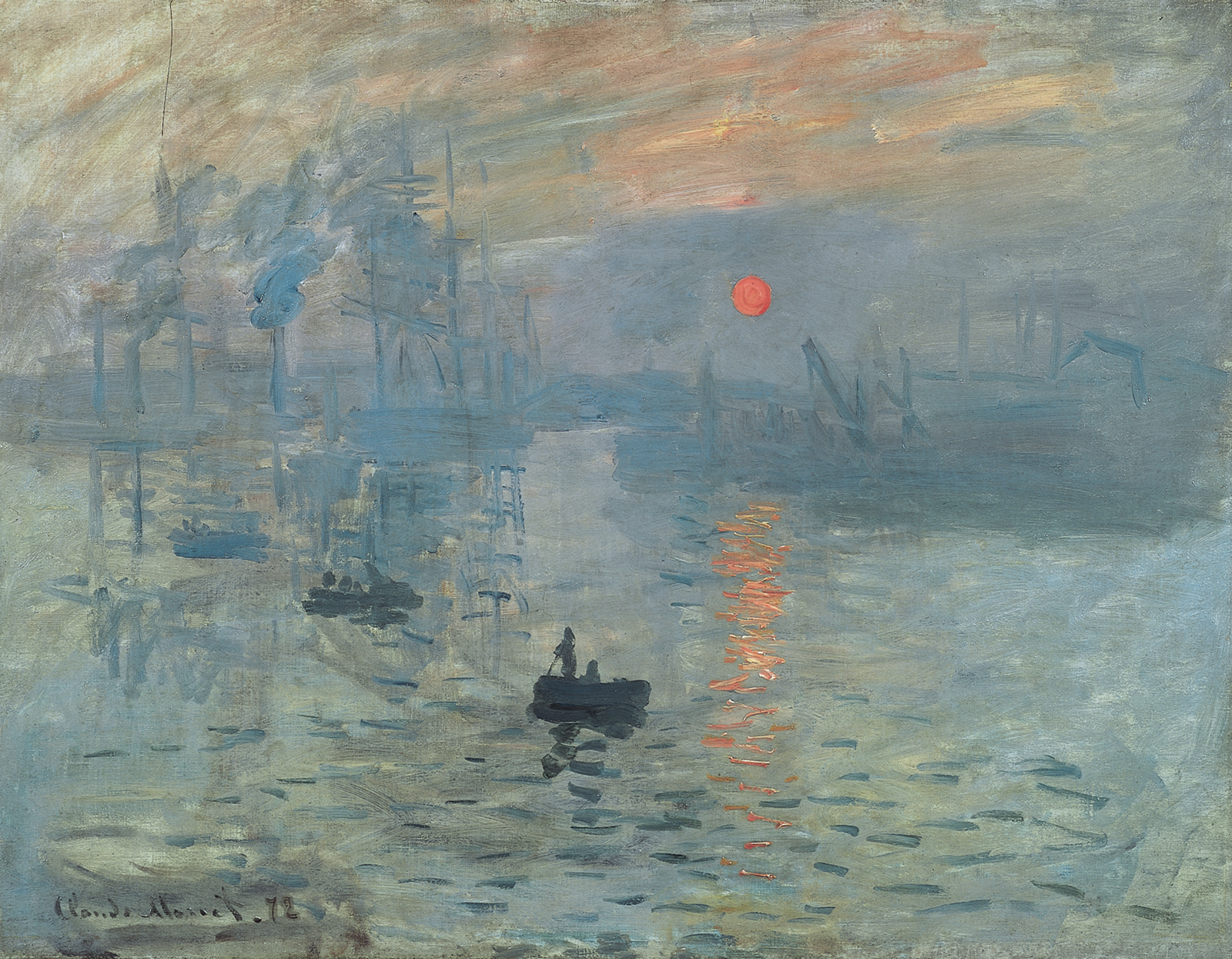
"Impressão, nascer do sol" (1872), de Claude Monet

Muitas obras de arte representaram o nascer do sol, como as pinturas Impressão, nascer do sol de Claude Monet e Levata del sole allo Spluga de Carlo Bazzi. O nascer do sol também inspirou o filme Before Sunrise (1995).